# Aquisição do Twitter por Elon Musk
A aquisição do Twitter por Elon Musk foi uma transação de fusões e aquisições que começou em 14 de abril de 2022 e foi concluída em 27 de outubro de 2022. Em abril de 2022, o magnata dos negócios Elon Musk se ofereceu para comprar o Twitter, Inc. (atual X Corp.), uma empresa estadunidense de rede social, por 43 bilhões de dólares, depois de adquirir anteriormente 9,1% das ações da empresa por 2,64 bilhões de dólares e se tornar seu maior acionista. O X então convidou Musk para se juntar ao seu conselho de administração, que Musk inicialmente aceitou antes de recusar posteriormente. O Twitter anunciou uma estratégia de "plano de direitos dos acionistas" no dia seguinte para resistir a uma aquisição hostil. Em 25 de abril, o conselho de administração do Twitter aceitou por unanimidade a oferta de compra de Musk de 44 bilhões de dólares, com a empresa se tornando privada. Musk afirmou que planejava introduzir novos recursos na plataforma, tornar seus algoritmos de código aberto, combater contas de spambot e promover a liberdade de expressão.
Musk anunciou sua intenção de rescindir o acordo em julho, afirmando que o Twitter havia violado o acordo ao se recusar a reprimir contas de spambot. Logo depois, a empresa entrou com uma ação contra Musk no Tribunal de Chancelaria de Delaware, com o julgamento marcado para começar em 17 de outubro. Em 4 de outubro, Musk anunciou que havia decidido avançar com a aquisição. O acordo foi fechado em 27 de outubro, com Musk se tornando imediatamente o novo proprietário do Twitter e demitindo vários altos executivos, incluindo o então CEO Parag Agrawal. As ações do Twitter deixaram de ser negociadas na Bolsa de Valores de Nova Iorque (NYSE) no dia seguinte.
A recepção à compra foi mista, com elogios às reformas planejadas de Musk e à visão da empresa, mas críticas por temores de um potencial aumento de desinformação e assédio na plataforma.